# Antonio Doblas Santana
Toni Doblas, właśc. Antonio Doblas Santana (ur. 5 września 1980 w Sewilli) – piłkarz hiszpański grający na pozycji bramkarza. Od 2014 roku gra we włoskim SSC Napoli.

## Kariera klubowa
Swój pierwszy  mecz w seniorskiej drużynie Real Betis rozegrał w sezonie 04-05, po którym zwrócił uwagę takiego klubu jak Real Madryt. Doblas (później znany jako Toni D.) w swoim zespole początkowo odgrywał rolę trzeciego bramkarza. Po debiucie z Getafe CF rozegrał 35 spotkań. Był dużym objawieniem, doprowadził swój klub do finału Pucharu Króla, gdzie w konkursie rzutów karnych zatrzymał dwa strzały piłkarzy Athletic Bilbao. Real Betis wygrał Puchar Króla po 28 latach przerwy, uzyskał również przepustkę do Ligi Mistrzów. Toni Doblas udowodnił swoją klasę, prowadząc klub do fazy grupowej. W sezonie 2008–2009 Doblas przeszedł do drużyny z Saragossy.
Jest ojcem od września 2008, kiedy w Saragossie urodził się jego pierwszy syn.